# Наганні (національний парк)
 Національний парк Наганні  (англ. Nahanni National Park Reserve, фр. Réserve de parc national de la Nahanni) — національний парк Канади, заснований у 1976 році в Горах Макені, у провінції Північно-західні території. Парк площею 4 766 км² розташований 500 км на захід від міста Єллоунайф.

## Загальний опис
У перекладі з Денне, Наганні означає «душа». Над річкою Саут-Наганні є 4 каньйони — Фірст Каньйон «Перший», Секонд Каньйон «Другий», Сьорд Каньйон «Третій», i Форс Каньйон «Четвертий».

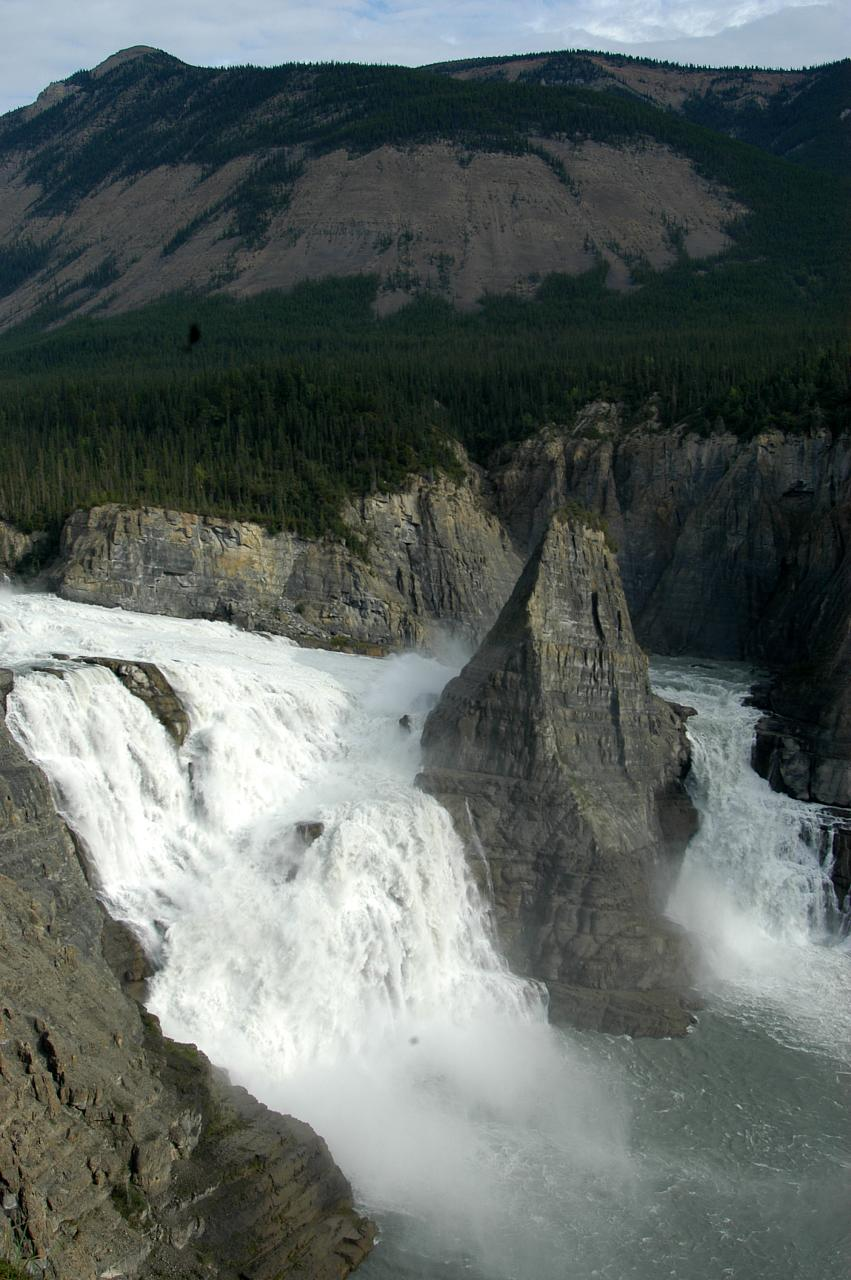
Водоспад Вірджинія

На річці Саут-Наганні розташовується водоспад Вірджинія, висота якого становить 90 метрів, що у двічі перевищує Ніагарський водоспад.
У парку є сірчані термальні води, тундра, ліси ялини, тополі, а також незначні Туфи (англ. tufa) (відкладення карбонату кальцію).
У 1978 році парк став частиною Світової спадщини ЮНЕСКО.